# Église Saint-Aubin de Beuzeval
L'église Saint-Aubin de Beuzeval est une ancienne église catholique en ruines située à Houlgate, en France.

## Localisation
Les ruines de l'église sont situées dans le département français du Calvados, dans l'ancien bourg de Beuzeval et l'actuelle ville d'Houlgate. Elles sont localisées dans le cimetière.

## Historique
L'église est datée de la fin du XIIe siècle selon Arcisse de Caumont. Elle est dédiée à saint Aubin puis saint Antoine par la suite. Une fontaine dédiée à saint Antoine avec un pèlerinage lié était située en contrebas de l'édifice.
Des travaux y sont réalisés au XVe siècle sur le mur nord de la nef.
La ville d'Houlgate se développe au milieu du XIXe siècle. La nouvelle église de style néo-gothique est inaugurée en mai 1878 et le clocher est terminé dix ans après.
L'édifice est inscrit au titre des monuments historiques depuis le 27 avril 1948.

## Architecture

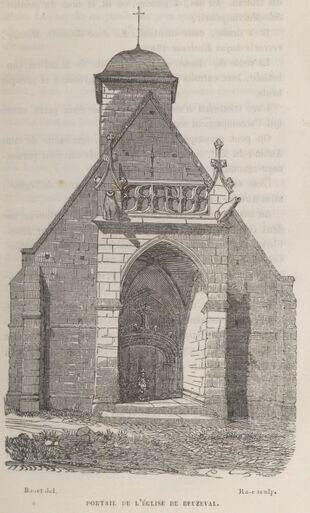
L'église de Beuzeval par Georges Bouet.

L'édifice est bâti en calcaire.
Le porche subsiste partiellement, avec un arc gothique. Le porche, « voûté en ogive », possède une « galerie en pierre à compartiments flamboyants ». L'entrée est flanquée par deux clochetons pourvus d'« un petit écusson aux trois fleurs de lis de France ».
Deux bancs sont présents.
Une galerie est conservée partiellement au-dessus de la balustrade.
Le chevet de l'édifice était droit et le clocher « moderne ». L'intérieur de l'église « n'[avait] rien de remarquable » selon Arcisse de Caumont : l'édifice possédait un retable de la fin du XVIIe siècle.
La voûte du chœur était couverte de plâtre alors que la nef possédait des lambris.

## Mobilier
Arcisse de Caumont signale une statue de saint Aubin du XVe siècle figurant un petit personnage à ses pieds, peut-être un donateur.
Il signale également un retable muni de deux colonnes torses provenant de la chapelle du manoir de Beuzeval.